# Bean Bag

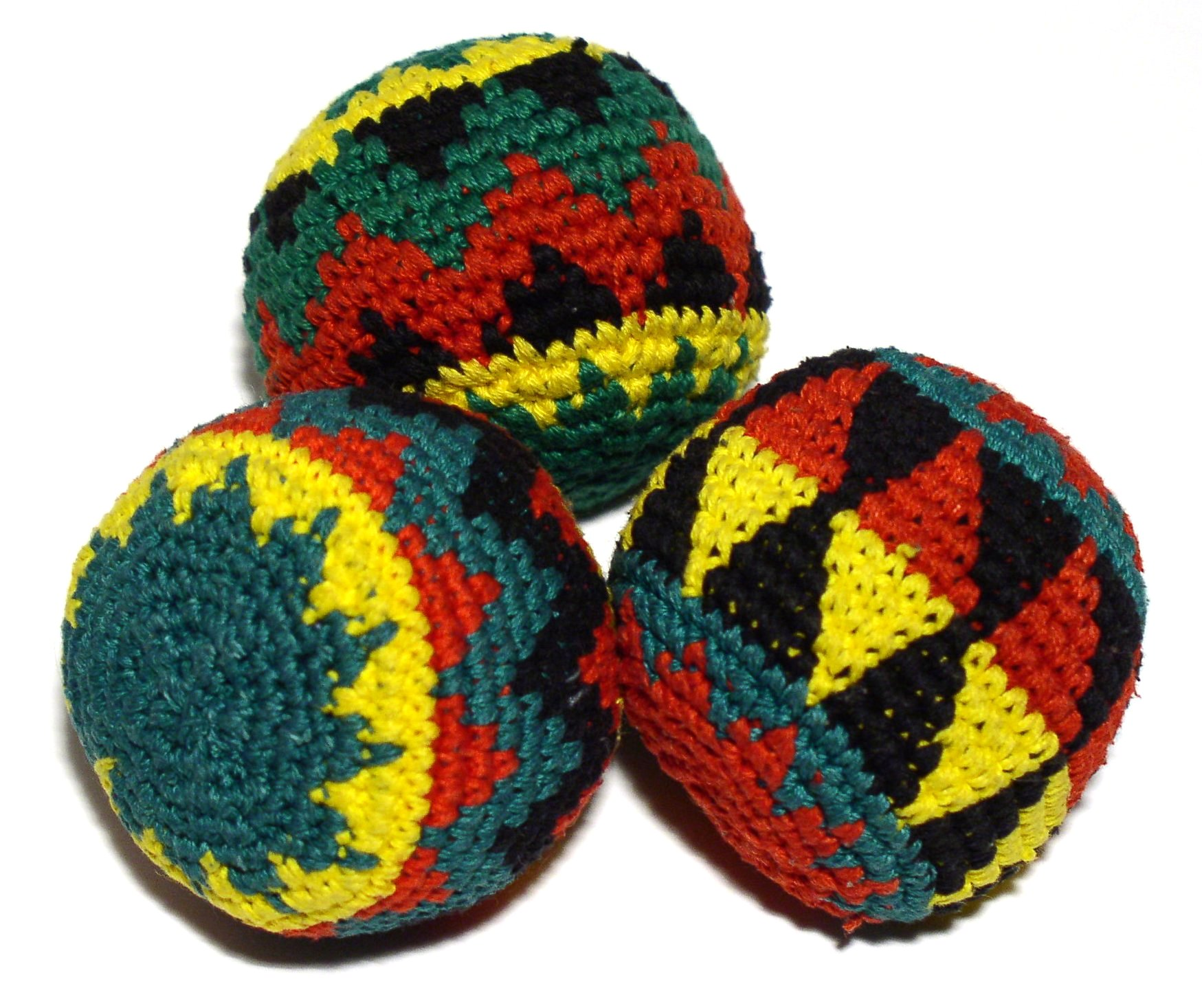
Bean-Bag-Jonglagebälle

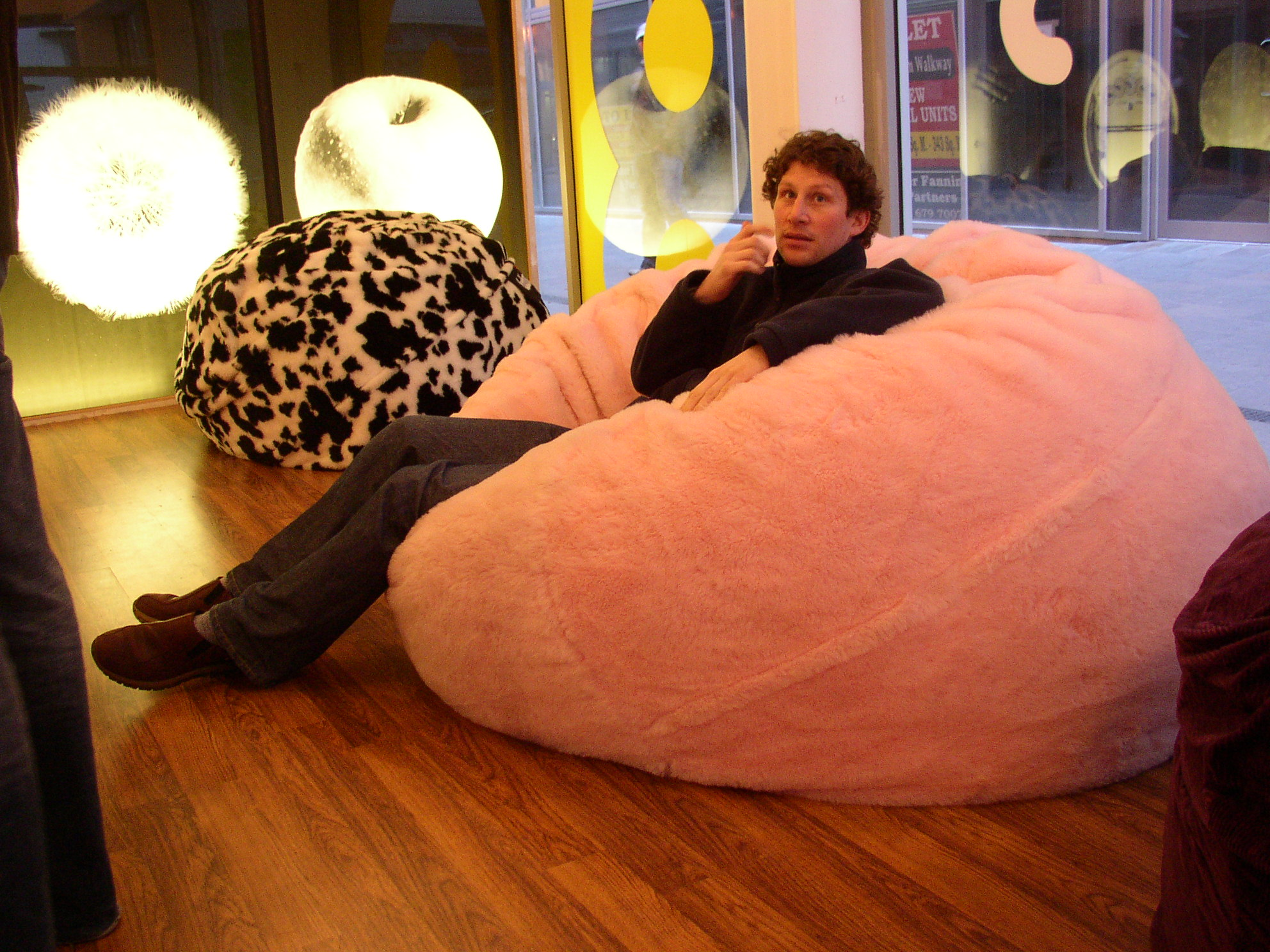
Sitzsack

Bean Bag ist ein englischer Begriff („Bohnensack“ oder „Bohnenbeutel“) und bezeichnet im Allgemeinen einen Sack, der mit kleinteiligen Materialien (ursprünglich mit getrockneten Bohnen) gefüllt ist.

## Jonglage
Ein Beanbag oder auch Footbag ist ein kleines, mit verschiedensten Materialien, meist jedoch mit getrockneten Bohnen oder anderen Hülsenfrüchten gefülltes Stoff- oder Ledersäckchen. Beanbags werden in Ballform sehr gerne von Jongleuren benutzt, da sie sich gut fangen lassen und beim Herunterfallen nicht wegspringen oder -rollen. Solche speziell zum Jonglieren hergestellten Beanbags sind meist mit Hirse gefüllt.
Siehe auch: Jonglierball

## Spielzeug
Beanbags werden auch in Form von Spielzeug, wie z. B. Teddybären, angeboten.

## Fotografie

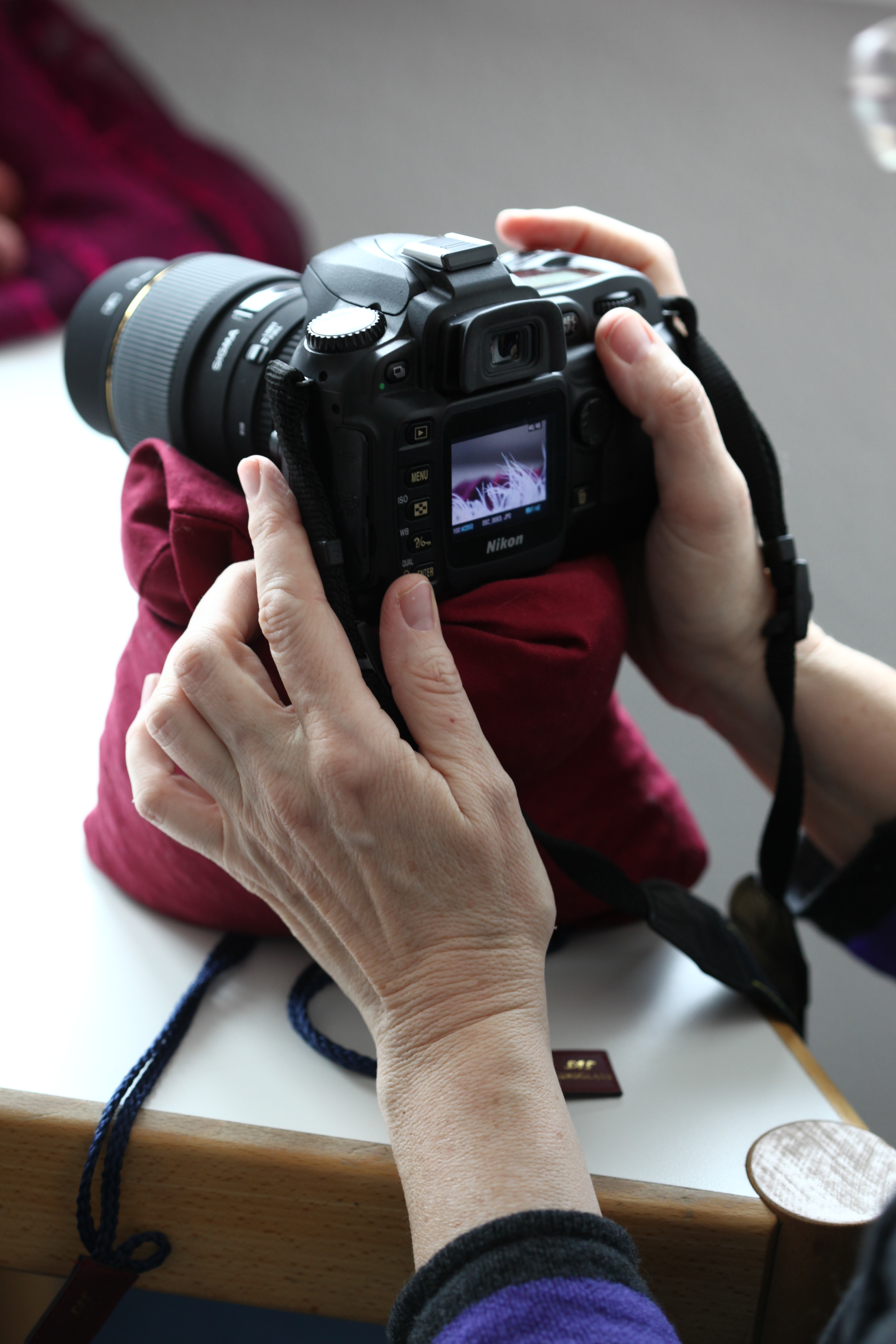
Bean Bag statt Stativ (hier für eine Makroaufnahme)

Fotografen verwenden Beanbags (auch: „T-Bag“) als Ersatz für ein Fotostativ bei langen Belichtungszeiten. Dabei wird der Beanbag auf eine Mauer, einen Ast oder eine ähnliche Unterlage gelegt. Die Kamera wird dann in den Beanbag gepresst und ausgerichtet. Anschließend wird der Fern- oder Selbstauslöser betätigt. Der Vorteil eines solchen Bohnensacks ist, dass auch bei direkter Auslösung die Kamera außerordentlich ruhig gehalten werden kann. Man setzt Reis, Bohnen, Erbsen, Mais und ähnliche Produkte ein.

## Sitzmöbel
Auch Sitzsäcke werden im Englischen als Bean Bags bezeichnet.

## Munition
Bean Bags (zu dt. „Bohnensäcke“) sind Flache Ledersäckchen, gefüllt mit feinem Bleischrot, verladen in Schrotpatronenhülsen dienen Ordnungskräften als „nicht letale“ Geschosse zur Abwehr von gewaltbereiten Personen. Die Bezeichnung „beanbag“ wird ebenso verwendet wie „fliegender Boxhandschuh“.

## Spiel
Bean Bag ist ein in den USA entstandenes Wurfspiel (dort auch bekannt als „Cornhole“), das meist draußen gespielt wird. Ähnlich dem Hufeisenspiel gilt es dabei darum, kleine Bohnensäcke in ein Ziel zu werfen. Dabei gilt es, vier Bags so zu werfen ('Toss'), dass sie in dem Loch eines gegenüber befindlichen Boardes landen. Es wird abwechselnd geworfen, jedes Team hat 4 Bags. Spielregel: Ein Treffer ins Loch zählt 3 Punkte, ein Treffer auf das Board 1 Punkt. Die Punkte der gegnerischen Teams können sich in einer Runde gegenseitig auslöschen. Trifft ein Spieler in einer Runde 3 der 4 Bags in das Loch, spricht man von einem 'Three-Popped', trifft er alle 4 Bags, schafft der Spieler einen 'Four-Banged'. Sieger ist das Team mit 21 Punkten.

## Weblinks

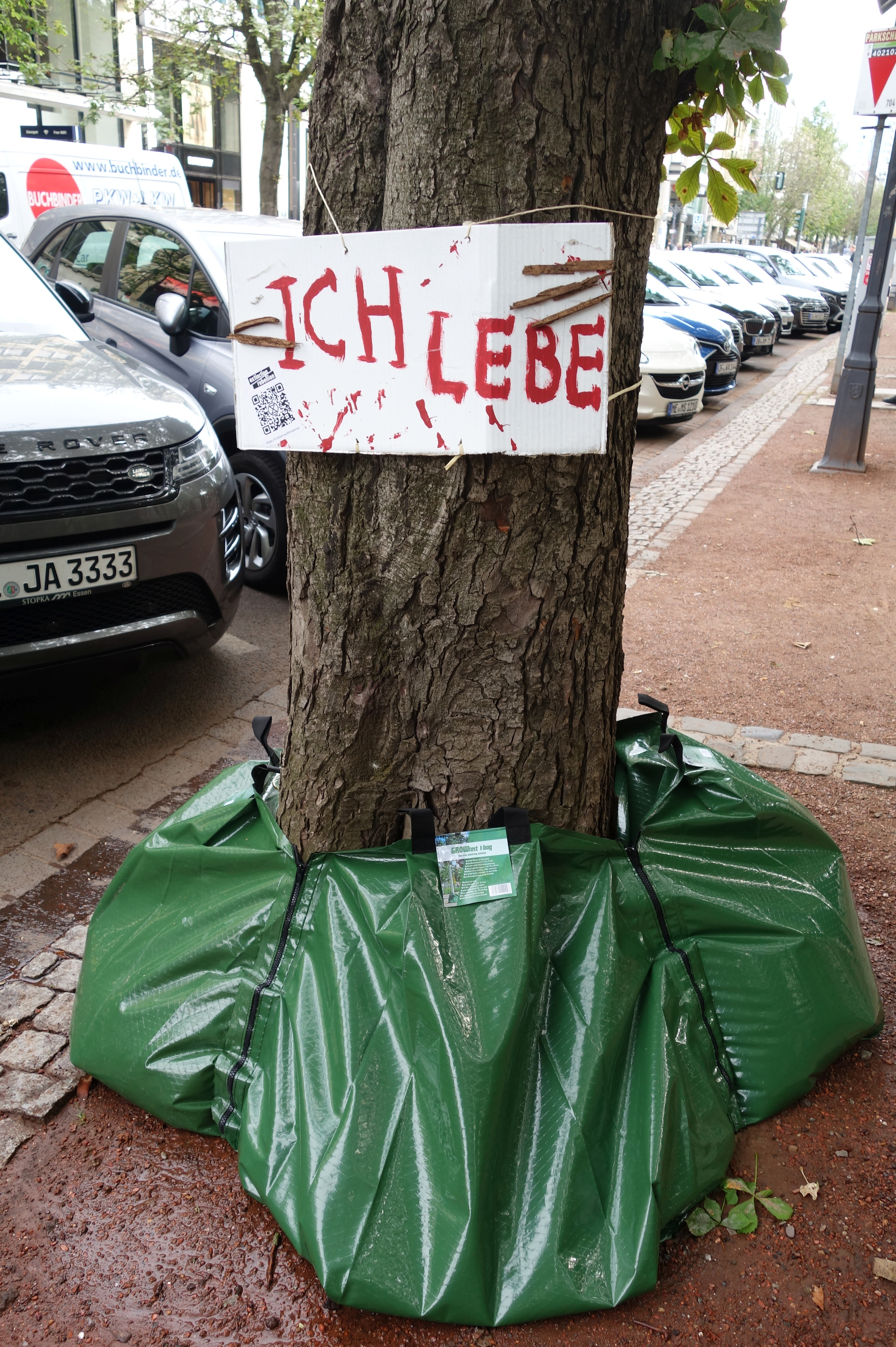
Bean-Bags als Baumbewässerer